# اس‌اس برزیل (۱۹۲۸)
اس‌اس برزیل (۱۹۲۸) (به انگلیسی: SS Brazil (1928)) یک کشتی بود که طول آن ۵۸۶٫۴ فوت (۱۷۸٫۷ متر) بود. این کشتی در سال ۱۹۲۸ ساخته شد.